# Frauenhofen (Gemeinde St. Bernhard-Frauenhofen)
Frauenhofen ist eine Ortschaft und eine Katastralgemeinde der Gemeinde St. Bernhard-Frauenhofen im Bezirk Horn in Niederösterreich.

## Geografie
Das Dorf beim Zusammenfluss der Kleinen und der Großen Taffa wird im Süden von der Waldviertler Straße gestreift, von der die Landesstraße L8020 in den Ort abzweigt.

## Siedlungsentwicklung
Zum Jahreswechsel 1979/1980 befanden sich in der Katastralgemeinde Frauenhofen insgesamt 118 Bauflächen mit 63.569 m² und 134 Gärten auf 115.191 m², 1989/1990 gab es 172 Bauflächen. 1999/2000 war die Zahl der Bauflächen auf 330 angewachsen und 2009/2010 bestanden 251 Gebäude auf 539 Bauflächen.

## Geschichte
Laut Adressbuch von Österreich waren im Jahr 1938 in der Ortsgemeinde Frauenhofen zwei Gastwirte, zwei Gemischtwarenhändler, zwei Schmiede, zwei Schuster, ein Wagner und zahlreiche Landwirte ansässig. Zur ehemaligen Ortsgemeinde gehörte auch der Ort Strögen.

## Öffentliche Einrichtungen
In Frauenhofen befindet sich ein Kindergarten und eine Volksschule.

## Bodennutzung
Die Katastralgemeinde ist landwirtschaftlich geprägt. 612 Hektar wurden zum Jahreswechsel 1979/1980 landwirtschaftlich genutzt und 29 Hektar waren forstwirtschaftlich geführte Waldflächen. 1999/2000 wurde auf 582 Hektar Landwirtschaft betrieben und 35 Hektar waren als forstwirtschaftlich genutzte Flächen ausgewiesen. Ende 2018 waren 555 Hektar als landwirtschaftliche Flächen genutzt und Forstwirtschaft wurde auf 38 Hektar betrieben. Die durchschnittliche Bodenklimazahl von Frauenhofen beträgt 55 (Stand 2010).

## Persönlichkeiten
- Johann Steinböck (1894–1962),  Landwirt, Politiker und Landeshauptmann von Niederösterreich, lebte im Ort
- Karl Hrdlicka (1908–1989), Betriebsrat, Vizebürgermeister und Abgeordneter zum Landtag, lebte im Ort
- Josef Steinböck (1927–2001), Landwirt, Mitglied des Bundesrates und Abgeordneter zum Landtag, lebte im Ort